# I Will Be Here
"I Will Be Here" – piosenka Tiësto i Sneaky Sound System nagrana na czwarty studyjny album Tiësto, Kaleidoscope (2009). W kompozycji gościnnie swojego głosu użycza Connie Mitchell z grupy Sneaky Sound System. Singel został wydany 28 lipca 2009 roku.

## Lista utworów
Ultra Records CD
1. "I Will Be Here" –3:25
2. "I Will Be Here" (Tiësto Remix)–7:12
3. "I Will Be Here" (Benny Benassi Radio Edit)–3:30
4. "I Will Be Here" (Benny Benassi Remix)–6:02
5. "I Will Be Here" (Wolfgang Gartner Radio Edit)–3:58
6. "I Will Be Here" (Wolfgang Gartner Remix)–8:13
7. "I Will Be Here" (Laidback Luke Radio Edit)–2:48
8. "I Will Be Here" (Laidback Luke Remix)–6:09